# Aegiphila panamensis
Aegiphila panamensis е вид растение от семейство Устноцветни (Lamiaceae). Видът е световно застрашен, със статут Уязвим.

## Разпространение
Разпространен е в Белиз, Колумбия, Коста Рика, Салвадор, Гватемала, Хондурас, Мексико, Никарагуа и Панама.